# Faro de Ajo

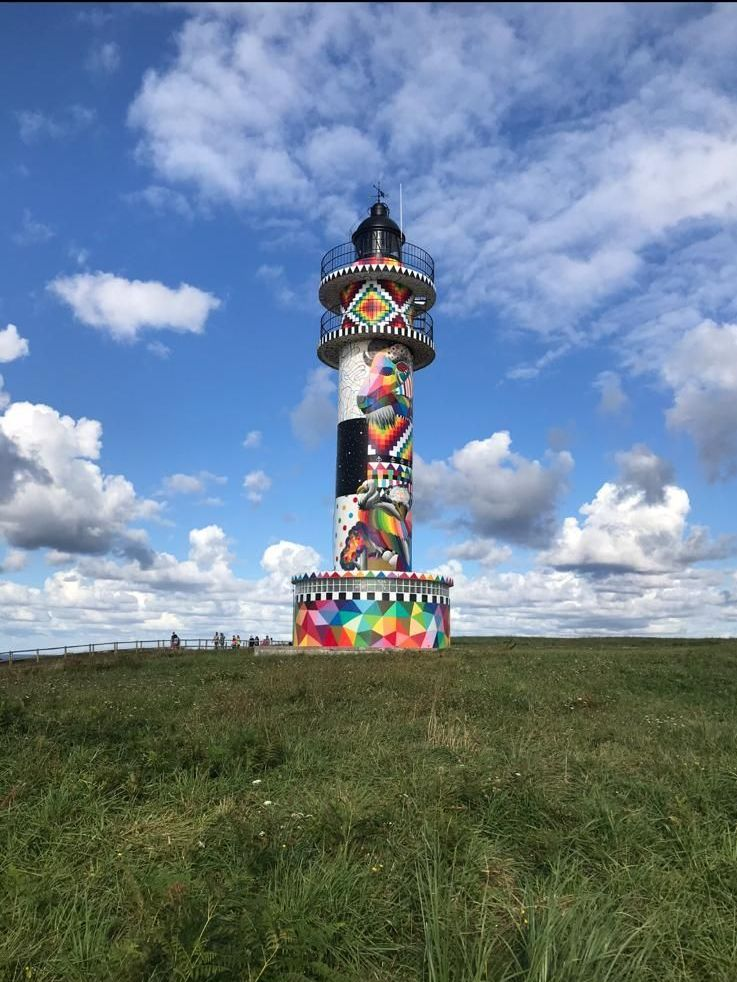
Faro de Ajo en agosto de 2020

El faro de Ajo está situado en el cabo de Ajo, en la localidad cántabra del mismo nombre. Se trata del último faro construido en Cantabria, ya que a pesar de proyectarse su construcción para 1907, fue inaugurado en 1930. En 1985 se construyó un faro nuevo al lado  del original, que fue demolido. Desde 2015, el Ayuntamiento de Bareyo ha impulsado varias actividades en torno al faro para fomentar el turismo, como el pintado de este en 2020 por el artista cántabro Okuda San Miguel.

## Historia

### Primeros años
En 1907 se proyectó este faro como uno de los más importantes del Cantábrico, similar al faro de Cabo Mayor. Estaba prevista la construcción de una torre de 18 metros de altura, junto con una vivienda rectangular de dos plantas en la que podían vivir hasta 6 fareros, y sala de máquinas independiente. En 1909 se aprueba su construcción, pero en 1914 se electrifica el faro de Cabo Mayor, dada su mayor potencia, se cancela el proyecto por considerar que ya no es necesario. Desde el Ayuntamiento de Bareyo, al que pertenece Ajo, se insiste sobre su idoneidad y tras tres naufragios ocurridos en la zona se aprueba de nuevo el proyecto del faro en 1921 con un alcance de 15 millas y una apariencia de grupos de 3 ocultaciones.
En 1928 se aprobó el proyecto para el edificio, y en agosto de 1930 se inauguró el faro, siendo el más nuevo de Cantabria, más modesto que en la idea original, pues incluso la vivienda pasa a tener una sola planta. En 1962 se electrificó con una lámpara de incandescencia, manteniendo sus características anteriores. Durante la Guerra Civil dejó de alumbrar durante poco más de un año. En 1980 el ingeniero Fernando Rodríguez Pérez proyecta una nueva torre circular, realizada en hormigón, dejando el plano focal a 10,73 metros del suelo, y a 71 metros sobre el nivel del mar. Entró en servicio en 1985 dando grupos de tres ocultaciones cada 16", y con un alcance de 17 millas.

### Turismo
En 2015, el Ayuntamiento de Bareyo pidió una subvención a la Consejería de Obras Públicas del Gobierno de Cantabria para realizar un vallado perimetral en paralelo a los acantilados y una senda peatonal de tres metros de anchura. El presupuesto era de 67531 euros, y fue subvencionado al 80% por el gobierno cántabro. Desde ese año se abren las puertas del faro a los turistas cada verano, al coste de un euro por persona. En el verano de 2018 se superaron las 35000 visitas.
En 2020, el Gobierno de Cantabria aceptó el proyecto presentado en mayo de ese año por el Ayuntamiento de Bareyo y la Autoridad Portuaria de Santander para pintar el edificio. Algunos colectivos y grupos políticos se mostraron en contra de la medida, a lo cual el Gobierno indicó que se realizaba por motivos turísticos. El proyecto, que tiene un presupuesto de 75000 euros, se encargó al artista cántabro Okuda San Miguel, para mostrar la diversidad cultural de Cantabria. Finalmente, el gasto fue de 40000 euros, debido a que se decidió no rehabilitar dos edificios colindantes que también estaban dentro del presupuesto original.
Tras tres jornadas de trabajo, y el uso de más de 100 colores, el artista terminó su trabajo el 26 de agosto. Okuda indicó que el nuevo diseño permanecerá como máximo 8 años, que es el tiempo previsto de su duración, y posteriormente podría volver a ser blanco. El primer día de visita se registró una entrada de 1800 personas.